# Joanna Szczepankiewicz-Battek
Joanna Szczepankiewicz-Battek – polska geograf, doktor habilitowana nauk o Ziemi, nauczyciel akademicki, specjalistka w zakresie geografii historycznej, geografii kultur, geografii politycznej, geografii religii, krajoznawstwa, metodologii nauk geograficznych i turystyki.

## Życiorys
W 1995 na podstawie rozprawy pt. Geografia protestantyzmu i jego kultury na Śląsku uzyskała na Wydziale Nauk Przyrodniczych Uniwersytetu Wrocławskiego stopień doktora nauk o ziemi w dyscyplinie geografia, specjalność:geografia kultur i religii. W 2013 w oparciu o dorobek naukowy oraz pracę pt. Łużyce - przestrzeń dysocjacji kultur narodowych i religijnych Rada Wydziału Nauk o Ziemi i Kształtowania Środowiska tego samego uniwersytetu nadała jej stopień doktora habilitowanego nauk o Ziemi w dyscyplinie geografia w specjalności geografia historyczna.
Była zatrudniona na Wydziale Matematyczno-Przyrodniczym w Instytucie Geografii i Studiów Regionalnych Akademii Pomorskiej w Słupsku. Została profesorem nadzwyczajnym Wyższej Szkoły Bankowej we Wrocławiu.

## Publikacje
- Marek J. Battek, Joanna Szczepankiewicz, Mały słownik nazewnictwa krajoznawczego Śląska polsko-niemiecki i niemiecko-polski = Kleines Wörterbuch der Schlesischen Landerkundlichen Namen polnisch-deutsch und deutsch-polnisch. T. 1, Dolny Śląsk, Sudety, Łużyce Wschodnie, Ziemia Kłodzka = Niederschlesien, Sudeten, Ostlausitz, Grafschaft Glatz, Wrocław 1990.
- Marek J. Battek, Joanna Szczepankiewicz, Słownik nazewnictwa krajoznawczego polsko-niemiecki i niemiecko-polski : Śląsk, Ziemia Lubuska, Pomorze Zachodnie, Warmia i Mazury = Wörterbuch der Landeskundlichen Namen polnisch-deutsch & deutsch-polnisch : Schlesien, Ostbrandenburg, Pommern, Ostpreussen, Wrocław 1998.
- Marek J. Battek, Joanna Szczepankiewicz, Słownik nazewnictwa krajoznawczego polsko-niemiecki i niemiecko-polski : Śląsk, Pomorze Zachodnie, Ziemia Lubuska, Warmia i Mazury = Wörterbuch der landeskundlichen Namen Polnisch-Deutsch & Deutsch-Polnisch : Schlesien, Pommern, Ostbrandenburg, Ostpreussen, Wrocław 2007. ISBN 978-83-924629-0-3.
- Śladami braci czeskich i morawskich po Polsce / Po stopach ceskych a moravskych bratri v Polsku / Auf den Supren der Boemischen und Maehrischen Bruder in Polen, Biblioteka Jednoty, Warszawa 2015 ISBN 978-83-929269-2-4